# فابیو لبران
فابیو لبران (انگلیسی: Fabio Lebran؛ زادهٔ ۱۲ ژانویهٔ ۱۹۸۷) بازیکن فوتبال اهل ایتالیا است.
از باشگاه‌هایی که در آن بازی کرده‌است می‌توان به باشگاه فوتبال پروجا، باشگاه فوتبال گوریتسا، باشگاه فوتبال پارما، باشگاه فوتبال ونتزیا، باشگاه فوتبال کروتونه، باشگاه فوتبال کومو، و باشگاه فوتبال اسپال اشاره کرد.